# Jardín Botánico de la Font de Bézombes
El Jardín Botánico de la Font de Bézombes (en francés : Jardin botanique de la Font de Bézombes), es un jardín botánico, de administración privada y 2 hectáreas de extensión, que se encuentra en Saint-André-de-Sangonis, Francia.

## Localización
Jardin botanique de la Font de Bézombes 34725  Saint-André-de-Sangonis, Hérault, Languedoc-Roussillon, France-Francia.
Planos y vistas satelitales, 43°39′2″N 3°30′15″E / 43.65056, 3.50417
Está abierto el primer fin de semana de los meses cálidos del año. Se cobra una tarifa de entrada.  

## Historia
El jardín botánico ha sido creado en los terrenos de una antigua granja en la que se cultivaban verduras. 

## Colecciones
Actualmente el jardín se muestra en siete jardines:
- Biotopos con tres biotopos diferenciados, así Tropical, Desierto, y Humedal.
- Jardín chino
- Jardín uniforme,
- Claustro con jardín de simples
- Jardín de verduras.